# Félix Lasserre
Pour les articles homonymes, voir Lasserre.

a Compétitions nationales et continentales officielles uniquement.

b Matchs officiels uniquement.
Félix Lasserre dit René Lasserre, né le 9 octobre 1895 à Bayonne et mort le 19 août 1965 à Saint-Avold, est un joueur français de rugby à XV évoluant au poste d'arrière. International français, il est vice-champion olympique en 1924. En club, Il joue en club successivement avec l'Aviron bayonnais, l'US Cognac et le FC Grenoble. Il est Champion de France en 1913 avec le club bayonnais.

## Biographie
Félix Lasserre joue en club à l'Aviron bayonnais jusqu'en 1921, puis à l'US Cognac (où le rejoint un autre bayonnais, André Béhotéguy en 1924), et enfin au FC Grenoble. En 1913, il devient Champion de France après la finale remportée 31 à 8 par l'Aviron bayonnais contre le SCUF.
Il connaît sa première sélection le 1er janvier 1914 à l'âge de 19 ans contre l'Irlande ; il devient à cette occasion le plus jeune international français de l'histoire,. Il joue tour à tour au poste d'arrière, de trois-quarts centre et enfin de troisième ligne aile au sein du XV national, sachant s'adapter à tous types de situations sur un terrain, ou presque. Il est le premier français à jouer à la fois dans les lignes arrières ou avant de l'équipe de France. Il est ainsi considéré comme l'un des tout meilleurs joueurs mondiaux au début des années 1920. Il est le capitaine de l'équipe olympique (André Béhotéguy en faisant également là encore partie) qui dispute les Jeux olympiques d'été de 1924 et qui devient Vice-championne olympique.
Pilote de chasse émérite durant la Grande Guerre, il est maire de la commune de Houlette durant la Seconde. Il est fabricant de cognac de son état.

## Palmarès

### En club
- Champion de France en 1913 (à 18 ans à peine) avec Bayonne

### En équipe de France
- Vice-champion olympique en 1924

## Statistiques en équipe nationale
- 15 sélections
- 10 points (2 essais, 1 drop)
- 4 fois capitaine (en 1923 et 1924)
- Sélections par année : 1 en 1914, 1 en 1920, 3 en 1921, 4 en 1922, 2 en 1923, 4 en 1924